# Philodromus caporiaccoi
Philodromus caporiaccoi är en spindelart som beskrevs av Roewer 1951. Philodromus caporiaccoi ingår i släktet Philodromus och familjen snabblöparspindlar.
Artens utbredningsområde är Kenya. Inga underarter finns listade i Catalogue of Life.